# Гречаник, Владимир Павлович
Владимир Павлович Гречаник (1960—1999) — российский и советский военнослужащий, старший офицер командного пункта авиации Северо-Кавказского военного округа, майор, участник боевых действий в республике Афганистан и на Северном Кавказе, Герой Российской Федерации.

## Биография
Родился 12 октября 1960 года в посёлке Металлист Славяно-Сербского района Луганской области. Окончил в родном поселке среднюю школу и школу юных космонавтов в 1978 году.
В Вооружённых Силах с 1978 года. В 1982 году окончил Ворошиловградское высшее военное авиационное училище штурманов. В 1982—1998 годах служил в учебном авиационном полку Ейского ВВАУЛ Северо-Кавказского военного округа в городе Батайске Ростовской области. В 1986—1987 годах воевал в Афганистане авианаводчиком. Награждён орденом Красной Звезды. С 1998 года — старший офицер командного пункта авиации штаба Северо-Кавказского военного округа.
С 10 августа 1999 года участвовал в боях в районе дагестанских сел Ансалта, Рахата, Ботлих. В ночь на 8 сентября 1999 года в составе батальона 119-го гвардейского парашютно-десантного полка 106-й Тульской гвардейской воздушно-десантной дивизии участвовал в операции по захвату высоты 323,1 в районе села Гамиях Новолакского района Республики Дагестан. После захвата высоты и уничтожения бывших на ней боевиков участвовал в её обороне, под огнём мужественно корректировал действия сил авиационной поддержки. По его данным авиация совершила несколько налетов на атакующих боевиков, нанесла им значительные потери. Во время миномётного обстрела от близкого разрыва мины получил множественные смертельные ранения.
За мужество и героизм, проявленные в ходе контртеррористической операции в Северо-Кавказском регионе, Указом Президента Российской Федерации № 1435 от 25 октября 1999 года майору Гречанику Владимиру Павловичу присвоено звание Героя Российской Федерации (посмертно).

## Награды
Награждён орденами Красной Звезды и Мужества, медалями.

## Подвиг
Во время минометного обстрела закрыл своим телом от близкого разрыва мины командира батальона ВДВ майора Юрия Цветова.

## Память
На Аллее Героев города Батайск установлен бюст В. П. Гречаника.